# Algoritmo di Ada Lovelace per i numeri di Bernoulli

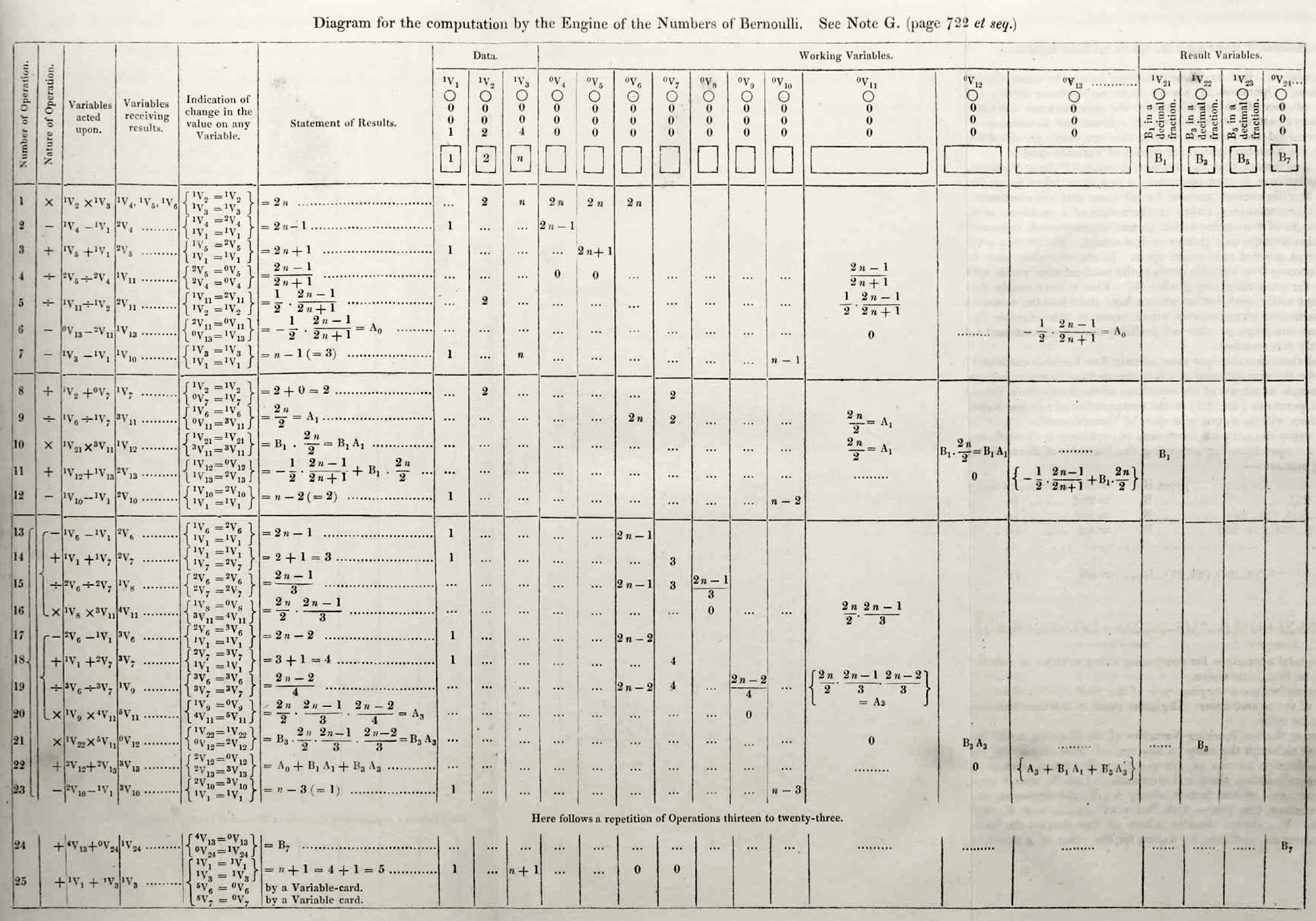
Nota G, diagramma di Ada Lovelace: fu il primo algoritmo per computer pubblicato

L'algoritmo di Ada Lovelace (nata Ada Byron) permette di calcolare i numeri di Bernoulli. Questo algoritmo è noto soprattutto per essere stato il primo programma della storia dell'informatica.

## La formula utilizzata
Come si vede dal diagramma in figura e dal testo relativo disponibile in lingua inglese, Ada Lovelace nell'implementare il suo algoritmo si servì della seguente formula:
{\displaystyle 0=-{1 \over 2}{{2n-1} \over {2n+1}}+B_{2}{{2n} \over 2}+B_{4}{{2n(2n-1)(2n-2)} \over 4!}+B_{6}{{2n(2n-1)...(2n-4)} \over 6!}+...+B_{2n}}
dove abbiamo sostituito gli indici dispari usati da Ada con i pari secondo la moderna notazione dei Numeri di Bernoulli. Utilizzando il fattoriale decrescente possiamo scrivere in forma compatta:
{\displaystyle {1 \over 2}{{2n-1} \over {2n+1}}=\sum _{k=1}^{n}{\frac {{(2n)}^{\underline {2k-1}}}{(2k)!}}B_{2k}}
essendo il  {\displaystyle {(2n)}^{\underline {2n-1}}=(2n)!}
la precedente equivale a
{\displaystyle B_{2n}={1 \over 2}{{2n-1} \over {2n+1}}-\sum _{k=1}^{n-1}{\frac {{(2n)}^{\underline {2k-1}}}{(2k)!}}B_{2k}~~~per~n>1~~~~~~~per~n=1~~~B_{2}={1 \over 2}{{2-1} \over {2+1}}={1 \over 6}}
Le fonti concordano con Ada stessa, sul fatto che questa formula derivi dalla funzione generatrice e anche nel fornire solo un accenno di dimostrazione per giustificarlo:
```

  

    

      

        

          

            
x

            

              

                
e

                

                  
x

                

              

              
−

              
1

            

          

        

        
=:

        

          
∑

          

            
k

            
=

            
0

          

          

            
∞

          

        

        

          

            

              

                
x

              

              

                
k

              

            

            

              
k

              
!

            

          

        

        

          
B

          

            
k

          

        

      

    

    
{\displaystyle {\frac {x}{e^{x}-1}}=:\sum _{k=0}^{\infty }{\frac {{x}^{k}}{k!}}B_{k}}

  

```

La funzione generatrice può considerarsi una uguaglianza fra serie formali di potenze o fra funzioni analitiche; in questo caso per la convergenza della serie si chiede che x abbia valore assoluto minore di 2π (il raggio di convergenza della serie stessa).
È sicuramente più semplice mostrare invece che la formula usata dalla Byron non è altro che la consueta formula di ricorrenza:
{\displaystyle B_{m}=-{1 \over {m+1}}\sum _{j=0}^{m-1}{m+1 \choose {j}}B_{j}~~~~ossia:~~~\sum _{j=0}^{m}{m+1 \choose {j}}B_{j}=0~~~~~~(con~m>0~e~B_{0}=1)~}
resa più efficiente per il calcolo automatico.
Per questo è sufficiente notare che:
{\displaystyle \sum _{k=1}^{n-1}{\frac {{(2n)}^{\underline {2k-1}}}{(2k)!}}B_{2k}={\frac {1}{2n+1}}\sum _{k=1}^{n-1}{{2n+1} \choose {2k}}B_{2k}}
e che
{\displaystyle {\frac {1}{2n+1}}\sum _{k=0}^{1}{{2n+1} \choose {k}}B_{k}={\frac {1}{2n+1}}({{2n+1} \choose {0}}(1)+{{2n+1} \choose {1}}(-{\frac {1}{2}}))=}
{\displaystyle ={\frac {1}{2n+1}}(1+(2n+1)(-{\frac {1}{2}}))={\frac {1}{2n+1}}(-{\frac {1}{2}})(-2+2n+1)=-{\frac {1}{2}}{\frac {2n-1}{2n+1}}}
Come si può controllare nella nota G in figura questa è la funzione utilizzata da Ada dato che ai suoi tempi, come aveva indicato anche Jacob Bernoulli nel suo "Ars Conjectandi" più di un secolo prima i numeri di Bernoulli cominciavano dopo i primi due attuali che quindi vanno sostituiti con i loro valori numerici per ottenere la formula usata. Nella nota Ada scrive {\displaystyle B_{1}B_{3}B_{5}...} che chiaramente corrispondono ai nostri {\displaystyle B_{2}B_{4}B_{6}...} 
.